# Динан (Француска)
Динан (фр. Dinan) је насељено место у Француској у региону Бретања, у департману Приморје.
По подацима из 2006. године број становника у месту је био 11.235, а густина насељености је износила 2823 становника/km².

## Демографија
| 1962.  | 1968.  | 1975.  | 1982.  | 1990.  | 2006.  | 2011.  |
| ------ | ------ | ------ | ------ | ------ | ------ | ------ |
| 12.847 | 13.137 | 13.429 | 12.267 | 11.591 | 11.235 | 10.851 |